# 김현진 (아나운서)
김현진(1994년 11월 16일 ~ )은 SBS 아나운서다.

## 학력
- 서울시립대학교 사회복지학 학사
- 서울시립대학교 국어국문학 학사

## 경력
- 2013년 ~ 2014년 : 서울시립대학교 방송국 JBS 아나운서
- 2014년 ~ 2015년 : 서울시립대학교 방송국 JBS 실무국장
- 2019년 ~ 2023년 : 대전극동방송 아나운서
- 2023년 ~ 현재 : SBS 아나운서

## 진행

### 현재

#### TV
- SBS TV 《좋은 아침》 남성 MC - 2025년 7월 14일 ~ 현재
- SBS TV 《평일 SBS 8 뉴스 - SBS 스포츠뉴스》 앵커 - 2025년 7월 21일 ~ 현재

### 과거

#### TV
- SBS TV 《SBS 오 뉴스》 서브 앵커 - 2023년 9월 1일 ~ 2025년 1월 3일
- SBS TV 《주말 SBS 8 뉴스 - SBS 스포츠뉴스》 임시 앵커 - 2024년 7월 27일 ~ 2024년 8월 10일[1]
- SBS TV 《평일 SBS 8 뉴스 - SBS 스포츠뉴스》 임시 앵커 - 2024년 8월 12일, 2024년 8월 19일 ~ 2024년 8월 23일, 2025년 1월 6일 ~ 2025년 1월 14일[2]
- SBS TV 《생방송 투데이》 남성 MC - 2023년 10월 16일 ~ 2025년 2월 7일, 2025년 4월 14일 ~ 2025년 6월 27일
- SBS TV 《주말 SBS 8 뉴스 - SBS 스포츠뉴스》 앵커 - 2025년 1월 4일 ~ 2025년 7월 13일
- SBS TV 《좋은 아침》 임시 남성 MC

## 출연

### 현재

#### TV
- SBS TV 《열린TV 시청자세상 - 클릭 시청자 목소리》 패널 - 2023년 8월 31일 ~ 현재

### 과거

#### 라디오
- SBS 파워 FM 《이인권의 펀펀투데이》 게스트 - 2023년 10월 21일
- SBS 파워 FM 《최화정의 파워타임》 게스트 - 2023년 11월 3일 ~ 2023년 11월 24일